# Muraille d'Alcalá de Henares
La muraille d'Alcalá de Henares est constituée de deux enceintes fortifiées différentes, construites entre le XIIIe et le XVe siècle dans la ville d'Alcalá de Henares en Espagne.
La première enceinte fait 700 m. Elle est composée de seize tours et de deux portes l'arc de Saint-Bernard et la porte de Madrid (es).

## Histoire
La localité présente alors d'excellentes caractéristiques militaires avec une extension réduite et un accès difficile. La création d'une muraille permet également de faire une séparation juridique et fiscale avec les territoires environnants, tout en procurant sécurité et protection. Les deux murailles vont définir la forme de la ville XIXe, puis au XXe siècle.

### Première muraille
Le 3 mai 1118, l'archevêque de Tolède Bernard de Sédirac remporte une victoire au château d'Alcalá la Vieja sur les musulmans. Alfonse VII en 1129 donne les fortifications musulmanes de la ville à l'archevêque de Tolède. Ce dernier créé alors le village de San Justo.
Après la conquête, la ville connaît une période de prospérité économique, grâce aux privilèges d'organiser des foires aux bestiaux accordés par les rois castillans Alphonse VIII et Alphonse X. Les besoins défensifs, typiques de l'insécurité politique et militaire du moment, font que l'archevêque Rodrigo Jiménez de Rada décide de murer la ville médiévale (alors appelée Burgo de Santiuste) et de construire des maisons de l'archevêque sur le lieu qu'occupe au XXIe siècle le palais de l'archevêque.
Cette première construction est réalisée entre la fin du XIIe et la seconde moitié du XIIIe siècle en étant de forme circulaire. Elle s'étend sur un espace intra-muros de 37 ha et compte sept portes : de Vado mentionnée en 1295 pour la visite du roi Sanche IV de Castille, de porte de Madrid (es), de Santa Ana ou de Postigo, de Fernán Falcón, de Guadalajara, de Judería et de Burgos,,,.

### Forteresse épiscopale
Au cours de la charge épiscopale de Pedro Tenorio (es), de grandes zones des fortifications qui entourent le palais des Archevêques sont reconstruites, modifiant sa disposition dans le secteur sud. L'ensemble fortifié, qui défend le palais, se compose à l'époque de 22 tours (dont 16 sont encore aujourd'hui conservées). Comme marque personnelle des réformes promues par l'archevêque Pedro Tenorio, il insère son bouclier dans les tours numéros 13 et 15, situées dans l'actuelle rue Cardenal Sandoval y Rojas; et dans une troisième qui porte son nom (Torreón de Tenorio), situé dans un coin du palais de l'Archevêché, à côté de la plaza de las Bernardas,.
|       |
| Tour. |

|       |
| Tour. |

|       |
| Tour. |

|       |
| Tour. |

### Seconde muraille
Vers 1454, l'archevêque Alfonso Carrillo de Acuña commence à étendre les fortifications vers l'est, englobant la nouvelle ferme construite hors les murs, en plus de la plaza del Mercado (actuelle plaza de Cervantes (es)) et du monastère franciscain qu'il vient de fonder (aujourd'hui cuartel del Príncipe (es)). Deux nouvelles portes sont créées : la puerta de Guadalajara et la puerta de Aguadores. La partie sud agrandit également son périmètre, en déplaçant la puerta del Vado et faisant construire celle de San Julián et la puerta Nueva, située entre celle de San Julián et d'Aguadores. Une partie de la muraille ouest subsiste et le nord est agrandie avec la puerta de Santiago. Cette extension est achevée vers 1475, et agrandit l'enceinte fortifiée de 294 m2. En 1565, on dénombre 39 tours rectangulaires, avec socle en maçonnerie, et reliées par des chemins de ronde crénelées en style mudéjar.
Au XXIe siècle, la forteresse archiépiscopale de l'enceinte fortifiée d'Alcalá de Henares est presque entièrement conservée avec une ligne de fortification d'environ 700 m qui entoure le palais des Archevêques et 16 tours. La deuxième enceinte est démolie au XIXe siècle, laissant la porte de Madrid (es), l'arc de Saint Bernard et des vestiges très fragmentaires sur la Plaza de San Lucas,.

## Historiographie et archéologie

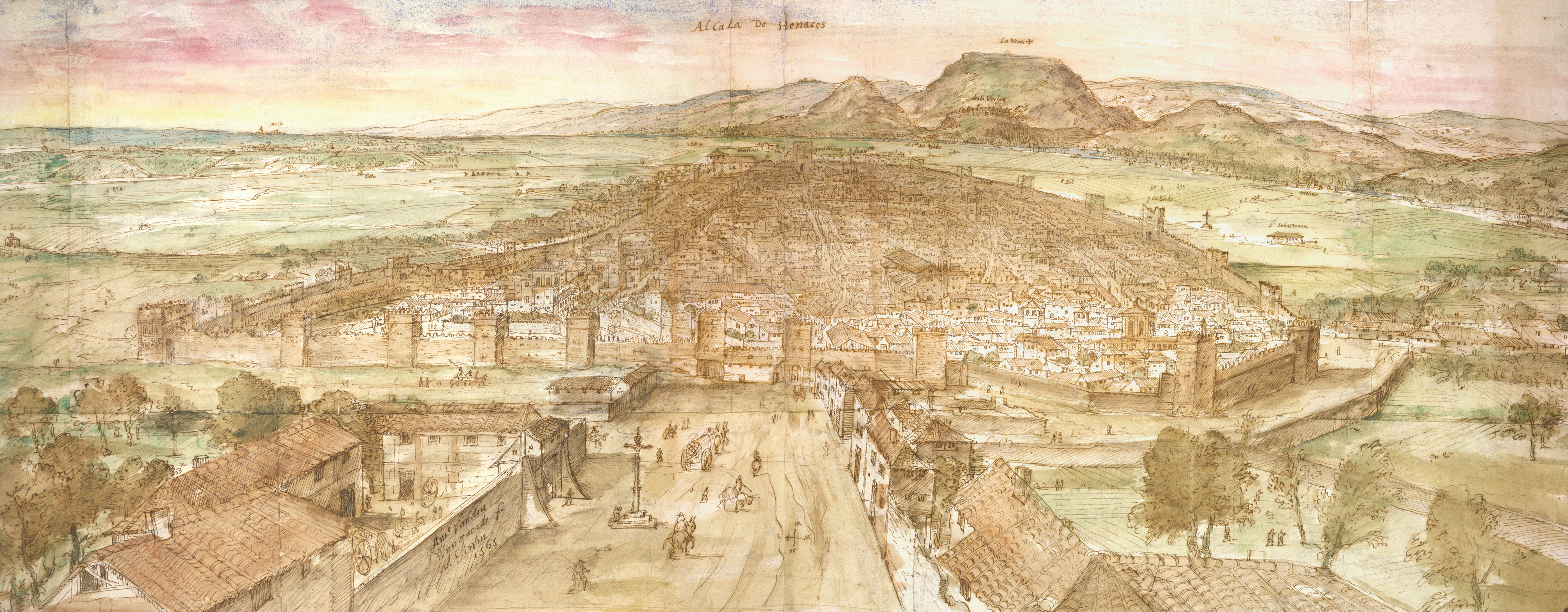
Dessin d'Alcalá de Henares en perspective cavalière réalisé par Anton van den Wyngaerde en 1565.

Anton van den Wyngaerde, dessinateur flamand du XVIe siècle, établit en 1565 une vue chorographique de la ville derrière ses murailles médiévales en perspective cavalière par le côté ouest.
La première description écrite de la première enceinte est établie sur plan par Miguel de Portilla y Esquivel (es) dans son Historia de la ciudad de Compluto dès 1725.
Des auteurs de la seconde partie du XXe siècle ont également travaillé sur la première enceinte : Jesús García Fernández dans un article intitulé « Alcalá de Henares - Estudio de Geogragía Urbana » paru en 1952, suivi par Leopoldo Torres Balbás dans l'article « Complutum, Qal'at' Abd al-Salam y Alcalá de Henares » qui reprend des éléments datés par d'autres auteurs en 1959 ou plus récemment Basilio Pavón Maldonado qui complète en 1982 dans « Alcalá de Henares Medieval, Arte Islámico y Mudéjar » le thème en évoquant l'installation des populations mudéjares et juives dans la ville.
À partir de 1985 le centre de recherche Taller-Escuela de Arqueología Y Rehabilitacíon de Alcalá de Henares nouvellement créé commence à réaliser des fouilles archéologiques sous le palais épiscopal. Les résultats des fouilles menées permettent de progresser sur les connaissances du XVe siècle et sont interprétées dans l'article « La Donación de Alcalá de Henares a los Arzobispos de Toledo » de Vásquez Madruga paru en 1993. De nouvelles fouilles sont menées en 1987 vers la puerta de Burgos.

## Description

### Structure
Au sommet des murs se trouvent des parapets crénelés qui forment des chemins de ronde. Ces chemins fortifiés sont renforcés par des tours rectangulaires ou quadrangulaires, elles-mêmes protégées par des plates-formes crénelées. Ce style ayant l'inconvénient de créer des angles morts par rapport à des tours pentagonales ou circulaires.
Une des tours situées au nord de la porte de Madrid (es) est semi-circulaire dans le même style que celle du château d'Alcalá la Vieja. Basilio Pavón Maldonado la date du XIIe siècle.
À l'angle nord-ouest, une tour se situe à l'extérieur de l'enceinte mais est reliée à celle-ci par une passerelle.
Le palais épiscopal se situe dans la zone nord-ouest, lui-même entouré par la même enceinte fortifiée et par un mur construit sur les côtés sud et est qui le sépare du reste de la population.

### Portes
Les portes sont construites à l'intérieur des tours afin de protéger au mieux les points faibles de la muraille. Anton van den Wyngaerde en dessine l'illustration dans son œuvre de 1565 avec la porte de Madrid (es). La porte de Burgos possède les mêmes caractéristiques. On accède aux portes en ligne droite.
Les portes sont fermées la nuit et elles servent de lieu de perception pour les taxes.

## Annexe

#### Ouvrages
- (es) A. Cámara Muñoz et J. Gutiérrez Marcos, Castillos, fortificaciones y recintos amurallados de la Comunidad de Madrid, Madrid, Comunidad de Madrid, 1993.
- (es) A. L. Sánchez Montes, Memoria de las excavaciones Arqueológicas en el Palacio Arzobispal de Alcalá de Henares, Madrid, Dirección General de Patrimonio Histórico. Comunidad de Madrid, 1992. .
- (es) A. L. Sánchez Montes, La intervención arqueológica : El Palacio Arzobispal de Alcalá de Henares. Crónica de su última restauración, vol. II, Alcalá de Henares, coll. « Colección de Guías históricas de la Diócesis de Alcalá de Henares », 1996. .

#### Articles
- (es) Manuel Castro Priego, Lauro Olmo Enciso et Maria Mar Gallego García, « La evolución urbana de Alcalá de Henares entre los siglos XIII-XVII: la secuencia estratigráfica del colegio-convento de « Mínimos de Santa Ana » (Alcalá de Henares, Madrid) », Arqueología y Territorio Medieval, no 20,‎ 2013, p. 147-204 (ISSN 1134-3184, lire en ligne, consulté le 30 décembre 2021). .
- (es) Carmen Román Pastor, « El recinto amurallado de Alcalá de Henares. La Edad Media », Acervo, Alcalá de Henares, nos 3-4,‎ 1992. .
- (es) Carmen Román Pastor, « Alcalá de Henares medieval. Aspectos de su geografía urbana », Estudios Geográficos, vol. 65,‎ 2004, p. 497-539 (ISSN 0014-1496). .
- (es) F. Sáez Lara, « Catálogo de los castillos, fortificaciones y recintos amurallados medievales de la Comunidad de Madrid: Alcalá de Henares. », Castillos, fortificaciones y recintos amurallados de la Comunidad de Madrid, Madrid, Consejería de Educación y Cultura,‎ 1993, p. 96-107.

#### Chapitres
- (es) A. Consuegra Gandullo, « Interpretando el Wyngaerde de Alcalá de Henares. Principales edificaciones y su arquitectura », dans R. López Torrijos, C. Gómez López, A. Fernández Fernández, J. Llull Peñalba et A. Consuegra Gandullo, Representar la ciudad en la Edad Moderna: 1565. Wyngaerde en Alcalá, Madrid, UNED, Universidad de Alcalá, Institución de Estudios Complutenses, 2015 (ISBN 978-84-362-6974-1). .